# Desa Salam (administrativ by i Indonesien, lat -7,65, long 110,31)
Desa Salam är en administrativ by i Indonesien. Den ligger i den västra delen av landet, 400 km öster om huvudstaden Jakarta.